# Aftermath (canción)
«Aftermath» es el segundo sencillo del álbum de R.E.M. Around the Sun. Lanzado el 24 de noviembre de 2004, llegó al número 41 en las listas musicales británicas.

## Lista de reproducción
Todas las canciones escritas por Peter Buck, Mike Mills y Michael Stipe ssalvo algunas en las que también se incluye a Bill Berry, batería de R.E.M. que abandonó la banda en 1997.

### CD1
1. «Aftermath»
2. «High Speed Train» (live)

### CD2
1. «Aftermath»
2. «So Fast, So Numb» (Berry, Buck, Mills, Stipe) (live)
3. «All the Right Friends» (Berry, Buck, Mills, Stipe) (live)

## Miembros

### R.E.M.
- Peter Buck- guitarra
- Mike Mills- bajo
- Michael Stipe- voz

### Antiguos miembros
- Bill Berry- percusión, batería (1980-1997)

- Datos: Q2307713